# Elictognathidae
Famille
Les Elictognathidae sont une famille éteinte de conodontes de l'ordre des ozarkodinides.

## Systématique
La famille des Elictognathidae a été créée en 1981 par Ronald Leyshon Austin (d) (?-?) et Frank Harold Trevor Rhodes (1926-2020).

## Liste des genres
- †Alternognathus
- †Elictognathus
- †Pinacognathus

## Publication originale
- (en) Austin R.L. & Rhodes F.H.T. in Clark, 1981. Treatise on Invertebrate Paleontology, Part W.